# Abaciscus tsinlingensis
Abaciscus tsinlingensis là một loài bướm đêm trong họ Geometridae.